# 롭 우돌
윌리엄 로버트 "롭" 우돌(영어: William Robert "Rob" Woodall III, 1970년 2월 11일 ~ )은 미국 공화당 소속의 정치인이다.
우돌 의원은 2015년 4월, 일본 정부가 일본군 위안부 강제동원 사실을 인정할 것을 촉구하는 연판장에 서명한 공화당 의원 중 한 명이다.

## 역대 선거 결과
| 선거명      | 직책명                      | 대수  | 정당   | 득표율 | 득표수    | 결과 | 당락                   |
| ----------- | --------------------------- | ----- | ------ | ------ | --------- | ---- | ---------------------- |
| 2010년 선거 | 하원의원 (조지아 제7선거구) | 112대 | 공화당 | 67.07% | 160,898표 | 1위  | 조지아주 하원의원 당선 |
| 2012년 선거 | 하원의원 (조지아 제7선거구) | 113대 | 공화당 | 62.16% | 156,689표 | 1위  | 조지아주 하원의원 당선 |
| 2014년 선거 | 하원의원 (조지아 제7선거구) | 114대 | 공화당 | 65.39% | 113,557표 | 1위  | 조지아주 하원의원 당선 |
| 2016년 선거 | 하원의원 (조지아 제7선거구) | 115대 | 공화당 | 60.38% | 174,081표 | 1위  | 조지아주 하원의원 당선 |
| 2018년 선거 | 하원의원 (조지아 제7선거구) | 116대 | 공화당 | 50.08% | 140,430표 | 1위  | 조지아주 하원의원 당선 |